# O Mundo como Vontade e Representação

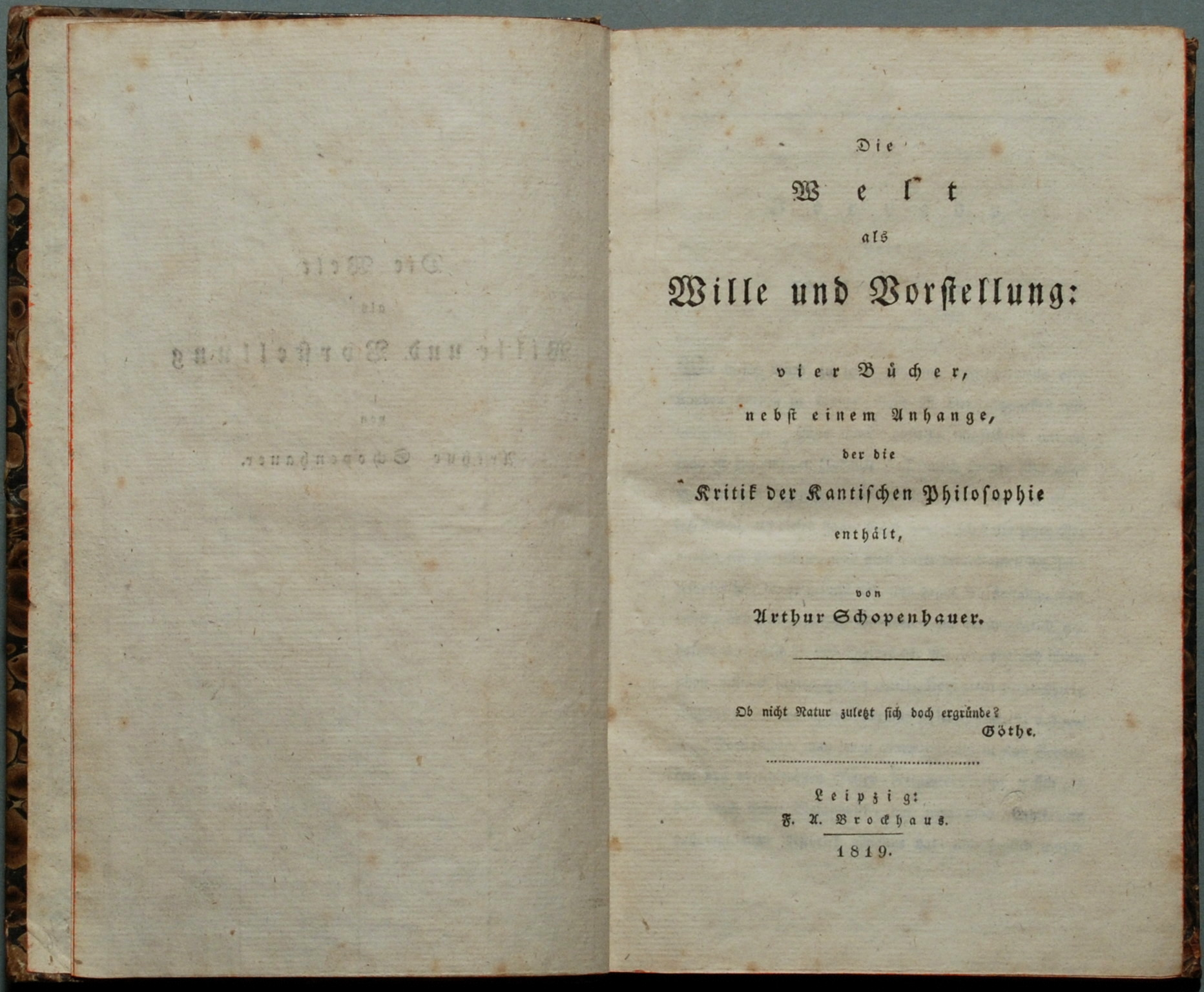
Página título da primeira edição - 1819

O Mundo como Vontade e Representação (título original, em alemão: Die Welt als Wille und Vorstellung) é a grande obra de Schopenhauer, composta por quatro livros (mais o apêndice da crítica da filosofia kantiana), e publicada em 1819. O primeiro livro é dedicado à teoria do conhecimento (O mundo como representação, primeiro ponto de vista: a representação submetida ao princípio de razão: o objeto da experiência e da ciência); o segundo, à filosofia da natureza (O mundo como vontade, primeiro ponto de vista: a objetivação da vontade); o terceiro, à metafísica do belo ("O mundo como representação, segundo ponto de vista: a representação independente do princípio de razão. A ideia platônica, objeto da arte"); e o último, à ética ("O mundo como vontade, segundo ponto de vista: atingindo o conhecimento de si, afirmação ou negação da vontade"). Toda sua produção posterior pode ser definida como comentários e acréscimos aos temas ali tratados.

## Volume 1

### Livro I

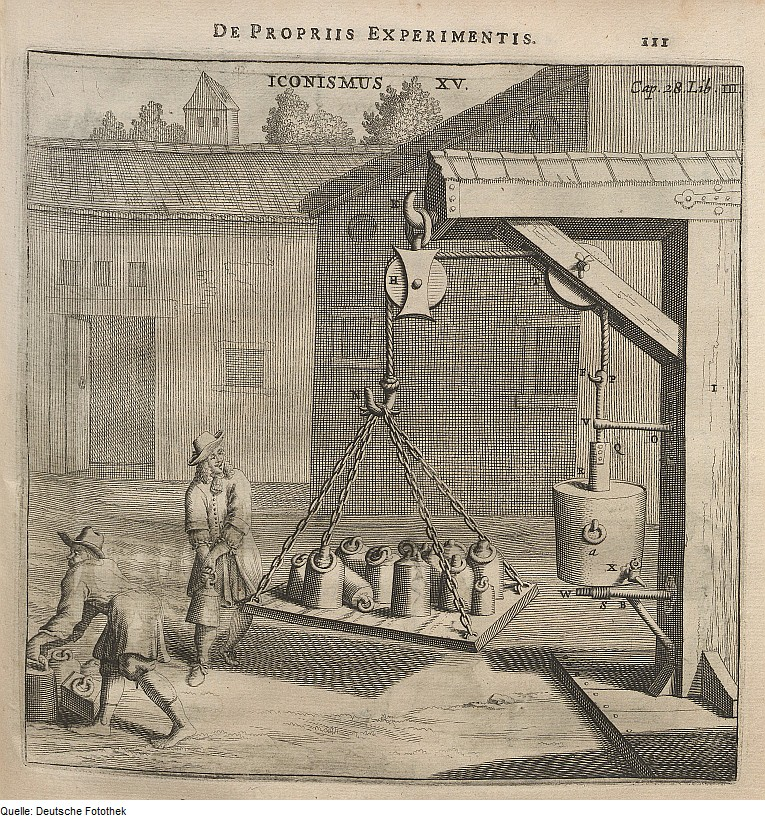
"Graças à força da gravidade da terra é possível medir o peso da resistência com a ajuda de uma balança"

"O mundo é a minha representação": com estas palavras Schopenhauer inicia essa sua principal obra filosófica. A tese básica de sua concepção filosófica é a de que o mundo só é dado à percepção como representação: o mundo, pois, é puro fenômeno ou representação. O centro e a essência do mundo não estão nele, mas naquilo que condiciona o seu aspecto exterior, na "coisa em si" do mundo, a qual Schopenhauer denomina "vontade" (o mundo por um lado é representação e por outro é vontade). O mundo como representação é a "objetividade" da vontade (vontade feita objeto - submetida ao princípio formal do conhecimento, o princípio de razão). Essa objetividade se faz em diferentes graus, passando pelas forças básicas da natureza, pelo mundo orgânico, pelas formas de vida primitivas e avançadas, até chegar no grau de objetividade mais alto por nós conhecido, o ser humano. Entre o objeto e a vontade há um intermediário, o qual Schopenhauer identifica com a "ideia platônica". A ideia é a "objetivação adequada da vontade" em determinado grau de objetivação. Esses graus crescem em complexidade, cada um objetivando a vontade de forma mais completa e detalhada.

### Livro II
Mas a totalidade do mundo como representação, a qual é o "espelho da vontade" só existe na manifestação concomitante e recíproca das diferentes ideias, as quais disputam a matéria escassa para manifestarem suas respectivas características. As formas superiores assimilam as inferiores e as subjugam ("assimilação por dominação"), até que elas próprias são vencidas pela resistência das inferiores e sucumbem (eis a morte), devolvendo a elas a matéria delas retirada e permitindo-lhes expressar as suas características a seu próprio serviço (eis o ciclo da natureza). Entre todas as ideias, e portanto entre todas as formas de vida e forças naturais, mantém-se "guerra eterna". Devido a essa eterna luta, os objetos nunca conseguem expressar suas respectivas ideias de forma perfeita, eles apresentam-se sempre com um certo "turvamento" (é por isso que apenas as ideias são objetividades adequadas da vontade).

Schopenhauer utiliza a palavra representação (Vorstellung) para designar a ideia ou imagem mental de qualquer objeto vivenciado como externo à mente.

### Livro III
"No terceiro livro estuda-se a arte, a qual permite o conhecimento da representação independentemente do princípio de razão. No momento da contemplação estética o objeto preenche completamente a consciência do sujeito. A consequência objetiva é o conhecimento completamente objetivo do objeto, o qual passa a categoria de ideia (objetividade adequada da vontade); a consequência subjetiva é o auto esquecimento do indivíduo, o qual passa a categoria de pura faculdade cognitiva (puro sujeito do conhecimento), daí (desse auto esquecimento, quando o conhecimento liberta o indivíduo de sua vontade) provém a satisfação proporcionada pela contemplação estética. Quanto mais belo for um objeto mais próximo ele está de expressar a sua respectiva ideia, livre de turvamentos. O autor estuda diversas formas de arte, buscando demonstrar que todas elas buscam permitir o conhecimento das objetividades adequadas da vontade (ideias, no sentido platônico, não kantiano), das mais simples às mais complexas.

### Livro IV
"É no quarto livro que Schopenhauer se revelará uma fonte para o existencialismo e para o niilismo. A questão aqui é "a grande questão" já levantada pelo famoso verso de Hamlet: ser ou não ser? O filósofo começa investigando a vida e a morte e como uma anula a outra por meio da procriação, garantindo a sobrevivência da espécie (e a continuação da expressão da ideia). Depois estuda a liberdade; conclui que a mesma, no sentido rigoroso do termo (liberdade da causalidade), restringe-se à coisa em si (a vontade) e que todo fenômeno, sempre submetido ao princípio de razão, não é livre. É apenas em um caso que a liberdade da vontade penetra no fenômeno: quando este se nega, chega a renúncia ascética (negação da vontade). Antes de descrever melhor o que é "afirmação da vontade" e "negação da vontade" o autor escreveu aquelas célebres páginas (capítulos 56 a 58) em que tenta demonstrar que "a dor não se interrompe" e que "toda vida é sofrimento". A afirmação da vontade ocorre quando o conhecimento do mundo torna-se um motivo para se fazer de forma mais intensiva o que já se fazia naturalmente. No caso da negação o conhecimento do mundo torna-se um "quietivo" da vontade, levando-a, no caso extremo, à renúncia ascética (à abnegação e à santidade). O autor estuda como as diferentes relações entre vontade, conhecimento e sofrimento (quer conhecido quer sentido) podem levar aos diferentes caráteres: cruel, mau, egoísta (que é o natural, aqueles que todos possuem conforme a natureza), justo, bom, e santo. Por fim, Schopenhauer faz uma apologia da santidade como o único caminho para libertar a vida de suas dores e levar à "redenção do mundo".

## Volume 2
O segundo volume consiste na expansão de vários ensaios abordados no primeiro tomo. Os temas mais importantes são: as reflexões sobre a morte e a teoria de Schopenhauer a respeito da sexualidade. Menos bem sucedida é a sua teoria a respeito da genética: ele argumentou que os seres humanos herdam à vontade e, consequentemente, o caráter, do lado paterno somado ao intelecto do lado materno. Para fundamentar essa teoria, Schopenhauer usa como exemplo algumas figuras célebres. O segundo volume contém, por fim, ataques aos filósofos contemporâneos Fichte, Schelling e Hegel.